# Estudios Neverland
Estudios Neverland es una productora y plataforma de streaming OTT chilena, establecida en agosto de 2022. Se especializa en compartir el contenido derivado del podcast "Tomás va a morir" y en la producción de sus presentaciones en vivo.

## Historia
Estudios Neverland surgió como un concepto relacionado con el podcast "Tomás va a morir", el cual debutó en 2019. En octubre de 2020, la idea de expandir el alcance del podcast a una plataforma de streaming, se concretó con el lanzamiento en Patreon, donde se alojaron los primeros contenidos desarrollados por la productora. 
A medida que el proyecto ganó popularidad y la demanda creció, se decidió formalizar la estructura de la empresa. En el segundo semestre de 2021, Estudios Neverland estableció su sede física en la comuna de Providencia, en Santiago de Chile. Este paso marcó la transición de la entidad de un concepto informal a una empresa plenamente consolidada, con una infraestructura propia para soportar su operación. 
En 2022, Estudios Neverland anunció su decisión de lanzar una plataforma de streaming propia, lo que implicó el cierre de su relación con Patreon. En agosto de 2022, la nueva plataforma fue oficialmente inaugurada, y se completó el traspaso del contenido del podcast y otros contenidos desarrollos hacia el nuevo sitio. Esta transición representó un hito importante para la empresa, permitiéndole ofrecer una experiencia de streaming más integrada y personalizada para sus seguidores.

## Producciones
Como Productora ha estado encargada de todos los shows en vivo de "Tomás va a morir", así también de las presentaciones del comediante Edo Caroe a lo largo de todo el país.
El 23 y 24 de mayo de 2023 produjo dos presentaciones del comediante en el movistar arena, también esta encargada de las presentaciones el 26, 27 y 28 de agosto de 2024.
También en el año 2023 produjo la grabación del especial Por Descarte del comediante Lucho Miranda en el Teatro Nescafé de las Artes. Para posteriormente apoyar al comediante en la producción de la presentación del comediante en el Festival Internacional de la canción de Viña de Mar el año 2024.
Estudios Neverland también se encargó de la producción del quinto aniversario del podcast "Tomás va a morir", evento que se celebró en el Gran Arena Monticello el 22 de junio de 2024.